# Pečenice
Pečenice (Hongaars: Hontbesenyőd) is een Slowaakse gemeente in de regio Nitra, en maakt deel uit van het district Levice.
Pečenice telt 132 inwoners.